# The land of ghosts 2
The land of ghosts 2 is een verzamelalbum van Karda Estra. Het bevat net als deel 1 van The land of ghosts opnamen die Richard Wileman (leider van Karda Estra) niet kwijt kon op reguliere studioalbums. De muziek is onveranderd filmisch. De uitgave via MP3.com vermeldde geen enkele aanvullende informatie.

## Muziek
| Nr. | Titel                                    | Duur  |
| --- | ---------------------------------------- | ----- |
| 1.  | Fear of drowning                         | 1:22  |
| 2.  | The warmth of the sky                    | 3:46  |
| 3.  | Rituals                                  | 3:52  |
| 4.  | The toy musician                         | 2:24  |
| 5.  | Eleven eleven                            | 3:44  |
| 6.  | Darkness and light                       | 4:17  |
| 7.  | Celebes                                  | 1:21  |
| 8.  | Being blind (revised)                    | 3:19  |
| 9.  | December 99 (sketch)                     | 1:20  |
| 10. | Chaos – Grace excapes, the death of Anna | 1:14  |
| 11. | Chaos – The chase                        | 0:52  |
| 12. | Chaos - Exorcism                         | 3:31  |
| 13. | The ribbon of dust                       | 4:44  |
| 14. | This year’s drift                        | 10:44 |
| 15. | Lights out                               | 3:11  |
| 16. | Dance of the dead                        | 0:51  |

Op track 2 The warmth of the sky lijkt de zangstem erg op die van Björk. Er is echter nergens een verwijzing naar haar te vinden. Waarschijnlijk is het de zangeres Ileesha Bailey, maar ook die wordt nergens genoemd.